# Strippers from Another World
Strippers from Another World ist ein US-amerikanischer Erotikfilm des Regisseurs Dean McKendrick, der 2013 als Fernsehproduktion und für den DVD-Markt gedreht wurde. Im Fernsehen wurde er unter dem Titel Wild Women ausgestrahlt.

## Handlung
Zwei College-Studentinnen würden gerne einer Studentenverbindung beitreten, werden jedoch aufgrund ihres Nerd-Images nicht akzeptiert. Nach einem Wunsch beim Anblick einer Sternschnuppe werden sie von Aliens entführt. Diese führen ein Experiment mit ihnen durch, das sie in attraktive Stripperinnen verwandelt und zurück auf die Erde schickt.

## Hintergrund
Produziert wurde der Film von der Produktionsgesellschaft Retromedia. Die Dreharbeiten fanden gemeinsam mit drei weiteren Filmen im Februar 2013 statt. Er wurde ab Herbst 2013 mehrfach zu festen Uhrzeiten und „on demand“ unter dem Titel Wild Women bei der Senderkette Cinemax ausgestrahlt. Auf DVD wurde der Film bereits am 20. August 2013 durch BayView Entertainment veröffentlicht.

## Rezeption
Chuck von Softcore Reviews lobt die relativ junge männliche sowie auch die weibliche Besetzung. Auch die Hintergrundmusik wird positiv herausgehoben.